# Nördsjön, Ångermanland
Nördsjön är en sjö i Nordmalings kommun i Ångermanland och ingår i Öreälvens huvudavrinningsområde. Sjön har en area på 0,0725 kvadratkilometer och ligger 78 meter över havet.

## Delavrinningsområde
Nördsjön ingår i det delavrinningsområde (707038-168989) som SMHI kallar för Mynnar i Öreälven. Medelhöjden är 90 meter över havet och ytan är 13,39 kvadratkilometer. Räknas de 3 avrinningsområdena uppströms in blir den ackumulerade arean 52,29 kvadratkilometer. Gvorrsjöbäcken som avvattnar avrinningsområdet har biflödesordning 2, vilket innebär att vattnet flödar genom totalt 2 vattendrag innan det når havet efter 23 kilometer. Avrinningsområdet består mestadels av skog (79 procent). Avrinningsområdet har 0,07 kvadratkilometer vattenytor vilket ger det en sjöprocent på 0,5 procent.